# Lišnice
Lišnice (deutsch Lischnitz) ist eine Gemeinde  im Okres Most, Tschechien.  

## Geschichte
Die erste schriftliche Erwähnung stammt aus dem Jahre 1487, als Nikolaus Duchek und Katharina Schwab von Chvatlina (Dolní Chvatliny) das Eigentum erwarben, das bis 1706 im Besitz der Familie blieb. 1818 kaufte Ritter Hans Benischko von Dobroslaw den Ort und errichtete ein einstöckiges Empireschloss.

## Gemeindegliederung
Die Gemeinde Lišnice besteht aus den Ortsteilen Koporeč (Koppertsch), Lišnice (Lischnitz) und Nemilkov (Nemelkau). Das Gemeindegebiet bildet den Katastralbezirk Lišnice.

## Sehenswürdigkeiten
- Zámeček (Schlösschen) aus dem Jahre 1870 im Barockstil erbaut.
- Kapelle des Heiligen Johann Nepomuk aus dem Jahre 1717 mit Rokoko-Altar von 1758.